# ПАЗ-3205
ПАЗ-3205 (разг. «Пазик») — советский и российский высокопольный автобус малого класса производства «Павловского автобусного завода», является базовой и классической моделью завода с 1989 года. За всю историю производства данного автобуса устанавливались различные типы двигателей, среди которых наиболее распространённым является карбюраторный бензиновый двигатель ЗМЗ-5234, дизельные ММЗ-245.7 и ММЗ-245.9, Cummins ISF 3.8, ЯМЗ-5342. С 2016 года на автобусы устанавливается инжекторный двигатель ЗМЗ-5245 с возможностью работы на бензине или газе, а также дизельный ЯМЗ-5344, отвечающие экологическим требованиям Евро-5.

## История
Разрабатывался путём создания десятков опытных образцов в течение почти 15 лет. Основой послужил разрабатывавшийся в 1972—1977 годах и подготовленный к серийному производству с 1979 года, но так и не запущенный в производство автобус ПАЗ-3203. Первая опытная партия автобусов для испытаний была изготовлена в 1979 году, конвейерная сборка была начата в 1984 году.

17 ноября 1985 года началось опытно-промышленное производство ПАЗ-3205. 
Окончательный вариант автобуса был утверждён в 1986 году. Массовый выпуск начался 1 декабря 1989 года, когда на конвейере полностью прекратили выпуск предыдущей модели ПАЗ-672М. 4 июня 2001 года на заводе отмечался выпуск 100-тысячного автобуса данной модели. В 2007 году проведена модернизация производства, что позволило проводить сертификацию для регулярного использования на загруженных маршрутах, значительно возрос ресурс службы кузова (с 5 до 10 лет), в салон устанавливаются более эффективный отопитель и более комфортные сиденья. В 2014 году было освоено производство рестайлинговой версии. Под конец 2020 года автобусу сделали косметические изменения, на первой двери установлена электроподножка, изменили расположения окон и сидений в салоне, обновили приборную панель, перегородка водителя сделана до крыши, добавлен поручень около водительского места.
Выпуск исходных модификаций ПАЗ-3205 и ПАЗ-32051 был прекращён в 2003 году. С 2001 года начат запуск обновлённых модификаций ПАЗ-32053 и ПАЗ-32054. Важным отличием является установка пневматической тормозной системы взамен гидравлической. В 2014 года для модификаций автобуса ПАЗ-32053, ПАЗ-32054, ПАЗ-4234 появился рестайлинг.
Автобусы первых годов выпуска окрашивались в единый красный цвет, в красный цвет с белой «юбкой», в красный цвет с большой белой полосой под окнами и узкой полосой на «юбке» и реже в синий цвет с белой «юбкой». С 1992 по 1998 год автобусы окрашивались в белый цвет с большой цветной (красной/зелёной/оранжевой/синей) полосой под окнами и большой цветной (красной/зелёной/оранжевой/синей) полосой на «юбке». С 1998 по 2000 год автобусы окрашивались в белый цвет с небольшой цветной (жёлтой/зелёной/синей) полосой под окнами и цветной (жёлтой/зелёной/синей) «юбкой». С 2000 по 2007 год автобусы окрашивались в белую окраску с тремя цветными (красной/зелёной/синей) тонкими полосками (две под окнами и одна на «юбке»). Так же, с 2002 по 2007 год небольшая часть автобусов окрашивалась по типу ПАЗ-4234: с двумя тонкими синими полосками на «юбке» и синими кляксами на борту посередине автобуса. В 2007—2008 годах автобусы окрашивались в светло-зелёную или бежевую окраску с двумя тонкими разноцветными полосками на борту (под окнами и на «юбке») и тремя небольшими разноцветными полосами у задней двери или разноцветными кляксами. С 2008 по 2015 год автобусы окрашивались в белую окраску с одной или двумя тонкими разноцветными полосками на борту (под окнами и на «юбке») и тремя небольшими разноцветными полосами или разноцветными кляксами у задней двери. С 2015 года, после рестайлинга модели, автобусы окрашиваются в основном в единый белый цвет.
У автобусов с момента начала выпуска и до 2007 года применялись чёрная пластиковая решётка радиатора и чёрные пластиковые накладки под фары и светотехнику (Однако, у некоторых автобусов выпуска 1989—1993 годов пластик облицовки передней части и накладок у задней светотехники иногда применялся бежевого цвета), в 2000 году автобус получил более крупные бампера. С 2007 по 2015 год (до массового производства рестайлинговых автобусов) на автобусы ставились серая пластиковая решётка радиатора, серые пластиковые накладки под фары и светотехнику и серые бампера.
С вступлением в силу экологических требований Евро-5 и освоением производства Заволжским моторным заводом инжекторных двигателей ЗМЗ-5245 с 2017 года начат выпуск модификаций ПАЗ-320530 и ПАЗ-320540. На этих модификациях начала осуществляться заводская установка газобаллонного оборудования для работы на сжиженном нефтяном газе или компримированном природном газе. Несмотря на то, что ЗМЗ в период с 2021 по 2023 год снял с производства бензиновые двигатели V8, которыми оснащались некоторые версии автобуса, производство семейства 3205 продолжается. В 2021—2023 годах автобус выпускали с дизелями ЯМЗ и ММЗ. После восстановления, в январе 2023 года, производства двигателей ЗМЗ-523, оснащение ими автобусов ПАЗ семейства 3205 было также возобновлено.
В 2022 году был представлен антисанкционный рестайлинг автобуса: в связи с трудностями поставки компонентов зарубежного производства «Группа ГАЗ» подготовила вариант автобуса с фарами ближнего света ФГ-140. Помимо фар, упрощены ходовая часть (двигатель — ЯМЗ-534 экологического стандарта Евро-3 вместо Евро-5). Тем не менее, уже к концу 2022 года ПАЗ вернул в производство облицовку образца 2014 года.

## Модификации
Модель представлена большим количеством модификаций:
- ПАЗ-3205 — исходный базовый автобус с одной автоматической дверью, карбюраторным двигателем ЗМЗ-5234.10 семейства ЗМЗ-53 и пневмогидравлической тормозной системой. Выпускался с 1989 по 2003 год в различных модификациях:
  - ПАЗ-3205-10 — автобус, предназначенный для работы на сжатом газе, опытный экземпляр которого был выпущен в 1997 году. Газовые баллоны у этой машины спрятаны под специальным кожухом на крыше, установленном на месте третьего люка. Автобус так и остался опытным.
  - ПАЗ-3205-20 — грузопассажирский вариант автобуса ПАЗ-3205, выпускающийся в нескольких вариантах с разным объёмом грузового отсека, который расположен в задней части кузова. Количество посадочных мест — 16. Задняя аварийная дверь в таких автобусах отсутствует — её функции выполняет дверь грузового отсека в задней панели. Объём грузового отсека может варьировать от 5,3 до 15 м³.
  - ПАЗ-3205-30 — автобус для инвалидов, оборудованный гидроподъёмником и креплениями для колясок. Был разработан в 1998 году и изначально носил индекс ПАЗ-3208.
  - ПАЗ-3205-40 — самоходное шасси на базе узлов и агрегатов автобуса ПАЗ-3205. В 1970-1980-е годы Советский Союз осуществлял значительные объёмы поставок самоходных шасси на базе автобуса ПАЗ-672 на Кубу, где заказчик монтировал на него свои кузова. В связи с прекращением выпуска 672-й модели планировалось продолжить поставки шасси уже на базе ПАЗ-3205. Однако изменение политической обстановки не дало этим планам осуществиться — на Кубу было отправлено лишь незначительное число шасси ПАЗ-3205-40 перед распадом СССР.
  - ПАЗ-3205-50 — вариант «люкс», разработанный в начале 1990-х годов. Первые опытные автобусы имели индекс ПАЗ-3205Т. От стандартных автобусов отличается установкой мягких нерегулируемых кресел в салоне на надстройке (подиуме), наличием багажных полок над сиденьями вдоль окон и багажного отсека объёмом около 2 м³ в задней части салона.
  - ПАЗ-3205-60 — северный вариант автобуса был разработан ещё в восьмидесятые годы XX века, а первый опытный образец, называвшийся тогда ПАЗ-320501, появился в 1984 году. От базовой модели он отличается улучшенной термоизоляцией, двойным остеклением, полностью отгороженной от салона кабиной водителя. Система отопления калориферная — от радиатора и 3 отопителей, подключенных к системе охлаждения двигателя.
  - ПАЗ-3205-70 — изначально этот индекс был присвоен дизельному автобусу ПАЗ-3205, который появился в 1995 году. Однако вскоре его поменяли на ПАЗ-3205-07, а под индексом ПАЗ-3205-70 ныне выпускается школьный автобус. От базовой модели он отличается четырьмя ступеньками, из которых нижняя — выдвижная, сиденьями с полумягкой высокой спинкой, ремнями безопасности на каждом сиденье, кнопкой сигнала водителю возле каждого места. Также автобус оборудован полками для ранцев школьников, предусмотрено место для двух инвалидных колясок в сложенном состоянии. По периметру кузова нанесена светоотражающая полоса, а на крыше установлен мегафон.
  - ПАЗ-3205-70[11] РАП — вариант школьного автобуса с белорусскими комплектующими. КПП: ГАЗ мех., 4-ст. (бензин) или СААЗ мех., 5-ст. (дизель)[12].
- ПАЗ-32051 — автобус с двумя автоматическими дверями для пригородных маршрутов (часто ставился на городские) и пневмогидравлической тормозной системой (расположение сидений в салоне у однодверных и двухдверных модификаций различается). Технически близок к исходной модели 3205. Выпускался с 1989 по 2003 год.
- ПАЗ-32052 — опытный с одной широкой автоматической дверью для городских маршрутов; в серию не пошёл.
- ПАЗ-32053 — автобус с одной автоматической дверью для пригородных маршрутов и пневматической тормозной системой с ABS, следующее поколение, сменившее ПАЗ-3205. Внешне отличается от базовой модели 3205 высотой аварийной двери и уменьшенным окном двери. Выпускался с 2001 по 2021 год в различных модификациях:
  - ПАЗ-32053 — базовый вариант с бензиновым карбюраторным двигателем ЗМЗ-5234.
  - ПАЗ-32053 РАП — вариант бензинового автобуса с белорусскими комплектующими. КПП: ГАЗ мех., 4-ст.[13]
  - ПАЗ-32053-04 — вариант с дизельным двигателем ЯМЗ-5341.
  - ПАЗ-32053-05 — вариант с дизельным двигателем Cummins ISF 3.8.
  - ПАЗ-32053-07 — вариант с дизельным двигателем ММЗ 245.9.
  - ПАЗ-32053-07 РАП — вариант дизельного автобуса с белорусскими комплектующими. КПП: СААЗ мех., 5-ст.[13]
  - ПАЗ-32053-08 — вариант с карбюраторным двигателем ЗМЗ 52342.10, отвечающим экологическим нормам Евро-4.
  - ПАЗ-32053-20 — грузопассажирский автобус для перевозки строительных бригад и оборудования.
  - ПАЗ-32053-27 — грузопассажирский с дизельным двигателем ММЗ 245.7.
  - ПАЗ-32053-50П — автобус с одной автоматической дверью для пригородных маршрутов с улучшенным салоном.
  - ПАЗ-32053-57 — пригородный с дизельным двигателем ММЗ 245.7.
  - ПАЗ-32053-60 — автобус в северном исполнении.
  - ПАЗ-32053-67 — северный с дизельным двигателем ММЗ 245.7.
  - ПАЗ-32053-70 — школьный автобус.
  - ПАЗ-32053-77 — школьный с дизельным двигателем ММЗ 245.7.
  - ПАЗ-320538-70 — школьный в северном исполнении.
  - ПАЗ-32053-80 — ритуальный автобус.
- ПАЗ-32054 — автобус с двумя автоматическими дверями для городских маршрутов с пневматической тормозной системой с ABS. Является заменой ПАЗ-32051. Технически схож с 32053. Выпускался также с 2001 по 2021 год.
  - ПАЗ-32054 — базовый вариант с бензиновым карбюраторным двигателем ЗМЗ-5234.
  - ПАЗ-32054-03 — вариант с дизельным двигателем Cummins B 3.9 140 CIV-1.
  - ПАЗ-32054-04 — вариант с дизельным двигателем ЯМЗ-5341.
  - ПАЗ-32054-05 — вариант с дизельным двигателем Cummins ISF 3.8.
  - ПАЗ-32054-07 — вариант с дизельным двигателем ММЗ 245.9.
  - ПАЗ-32054-08 — вариант с карбюраторным двигателем ЗМЗ 52342.10, отвечающим экологическим нормам Евро-4.
- ПАЗ-320530 — автобус с одной автоматической дверью для пригородных маршрутов, соответствующий экологическим нормам Евро-5, выпускается с 2017 года взамен устаревших модификаций.
  - ПАЗ-320530-02 — вариант с инжекторным бензиновым двигателем ЗМЗ-5245.
  - ПАЗ-320530-04 — вариант с дизельным двигателем ЯМЗ-5341.
  - ПАЗ-320530-07 — вариант с дизельным двигателем ММЗ-245.
  - ПАЗ-320530-12 — вариант с инжекторным двигателем ЗМЗ-5245 с установленным ГБО для работы на компримированныом природном газе (CNG).
  - ПАЗ-320530-22 — вариант с инжекторным двигателем ЗМЗ-5245 с установленным ГБО для работы на сжиженном нефтяном газе (LPG).
- ПАЗ-320540 — автобус с двумя автоматическими дверями для городских маршрутов, технически схожий с 320530, соответствующий экологическим нормам Евро-5, выпускается с 2017 года взамен устаревших модификаций.
  - ПАЗ-320540-02 — вариант с инжекторным бензиновым двигателем ЗМЗ-5245.
  - ПАЗ-320540-04 — вариант с дизельным двигателем ЯМЗ-5323.
  - ПАЗ-320540-07 — вариант с дизельным двигателем ММЗ-245.
  - ПАЗ-320540-12 — вариант с инжекторным двигателем ЗМЗ-5245 с установленным ГБО для работы на компримированныом природном газе (CNG).
  - ПАЗ-320540-22 — вариант с инжекторным двигателем ЗМЗ-5245 с установленным ГБО для работы на сжиженном нефтяном газе (LPG).
  - ПАЗ-320540-33 — вариант с инжекторным двигателем ЗМЗ-5245 с установленным ГБО для работы на компримированныом природном газе (CNG), отличается от 320540-12 наличием топливного бака под бензин объёмом 15 л, который используется только при пуске двигателя или аварийном передвижении автобуса.
- ПАЗ-320570 — школьный автобус, отвечающий экологическим нормам Евро-5, выпускается с 2017 года взамен устаревших модификаций.
  - ПАЗ-320570-02 — вариант с инжекторным бензиновым двигателем ЗМЗ-5245.
  - ПАЗ-320570-04 — вариант с дизельным двигателем ЯМЗ-5323.
- ПАЗ-3798 — изотермический фургон.
- ПАЗ-3975 — передвижная лаборатория для комплексного обследования спортсменов на местах проведения соревнований. Модель была разработана по заказу Госкомспорта СССР в 1987 году.
- ПАЗ-3206 — полноприводная модификация. Предназначен для работы в удаленной местности через труднопроходимые районы.
- ПАЗ-4234 — удлинённая версия автобуса ПАЗ-3205 на одну оконную секцию, относящаяся к среднему классу.

## Технические характеристики
| Кузов                                            | Несущий, вагонной компоновки                               |
| Колёсная формула                                 | 4 × 2                                                      |
| Число мест для сидения                           | 23                                                         |
| Общее число мест                                 | 42                                                         |
| Максимальная скорость, км/ч                      | 90 (с двигателями ЗМЗ и ММЗ); 110 (с двигателем ЯМЗ-53423) |
| Контрольный расход топлива при 60 км/ч, л/100 км | 19                                                         |
| Ёмкость топливного бака, л                       | 105                                                        |
| Тормозная система                                | Пневматическая, двухконтурная с ABS                        |
| Длина, мм                                        | 7000                                                       |
| Ширина, мм                                       | 2530                                                       |
| Высота, мм                                       | 2880                                                       |
| База, мм                                         | 3600                                                       |
| Полная масса, кг                                 | 7610                                                       |
| Комплектуется двигателями                        | ЗМЗ-5234.10, ЯМЗ 534, ММЗ 245.7                            |
| Вентиляция                                       | 2 (или 3) люка в крыше, форточки на боковых окнах          |
| Рулевой механизм                                 | МАЗ-64229 с гидроусилителем руля                           |

## В игровой и сувенирной индустрии
- В апреле 2013 года производитель SSM (Start Scale Models) предложил модели автобуса ПАЗ-3205 бело-голубого цвета в масштабе 1:43.
- В 2015 ПАЗ-32051 бело-оранжевого цвета и школьный.
- В 2014 году Модель ПАЗ-32054 в масштабе 1:48 была выпущена китайской фирмой «Технопарк».
- В 2014 году Фирма «Автотайм» выпустила модель ПАЗ-32053 в различных исполнения. В 2019 производитель перевыпустил данную модель в рестайлинговой версии.
- В отделениях связи АО «Почта России» имеются в продаже модели автобуса в окраске «Почта России».
- 23 декабря 2019 года вышел второй выпуск журнала «Наши автобусы» от фирмы Modimio — ПАЗ-3205 «Живая легенда», помимо журнала и модели, содержит в себе красочную наклейку с изображением автобуса. Модель высокого качества, сделана из металла и пластика, красного цвета с белой юбкой. В мае 2021 в спецвыпуске вышел ПАЗ 3205 (АГ-12) в пожарном варианте, а в конце сентября 2022 года — ПАЗ-32051, в двухдверном исполнении и типичной для многих ПАЗов окраске — белого цвета с голубыми полосками.
- В сентябре 2021 года производитель СовА (Советский автобус) перевыпустил журнальную версию ПАЗ-3205 от фирмы Modimio, модель окрашена в бело-зелёные цвета.
- ПАЗ-3205 и ПАЗ-32051 доступен в игре Motor Depot.
- Различные версии автобуса доступны в модах для OMSI 2.
- ПАЗ-3205 присутствует в игре Workers & Resources: Soviet Republic.

## Галерея
- ПАЗ-32053 в Армавире
- Ранний ПАЗ-3205 в Симеизе. Нижняя часть центральной фальшрешётки радиатора не оригинальная
- ПАЗ-3205 в северном исполнении в Стрежевом
- ПАЗ-32051 в Ульяновске
- ПАЗ-32054 в Томске
- ПАЗ-32054 в Томске
- ПАЗ-32054 в Нижневартовске
- ПАЗ-32054 после рестайлинга облицовки в 2014 году в Томске
- Газоспасательный автобус на базе ПАЗ-32053
- Остов ПАЗ-3205
- Салон ПАЗа-32053
- ПАЗ-3206 — полноприводная версия модели ПАЗ-32053
- ПАЗ-4234 — удлинённая на одно окно модификация автобуса ПАЗ-32054

- ПАЗ-32051-50, попытка рестайлинга 1994 года Архивная копия от 2 мая 2016 на Wayback Machine
- ПАЗ-32052 Архивная копия от 4 мая 2020 на Wayback Machine
- ПАЗ-32052-07, попытка рестайлинга 2004 года Архивная копия от 2 мая 2016 на Wayback Machine

## Память
- В ноябре 2013 года в Подольске был установлен памятник автобусу ПАЗ-3205[15].